# Man'en
Man'en (万延) fue una era japonesa posterior a la Era Ansei y anterior a la Era Bunkyū y abarcó desde el 18 de marzo de 1860 al 19 de febrero de 1861. Reinó el emperador Kōmei.

## Cambio de Era
Debido al incendio en el Castillo Edo y los disturbios en el Sakuradamon, el 18 de marzo del año 7 de la Era Ansei (1860), la era cambio y pasó a ser la Era Man'en.

## Fuente del nombre
De The Book of the Later Han, "豊千億之子孫、歴万載而永延" ("Con 100,000,000,000 de descendientes, tu nombre será siempre recordado").

| Man'en     | 1.º  | 2.º  |
| Gregoriano | 1860 | 1861 |

| Predecesora: Era Ansei | Era Man'en 1860 - 1861 | Sucesora: Era Bunkyū |

- Datos: Q1193862